# Caret
El caret es un grafema invertido en forma de V. Es el carácter de espaciado ^ en ASCII (en el punto de código 5Ehex) y otros conjuntos de caracteres que también pueden denominarse sombrero, control, 'a la potencia de' (exponente), paraguas matemático o cuña. Caret se utiliza también para identificar un carácter Unicode similar pero reducido: U + 2038 "‸" de la que existe una variante reducida con un trazo: U + 2041 "⁁".
El caret y el acento circunflejo no deben confundirse con otros caracteres como U + 028C "ʌ" o U + 2227 "∧".

## Orígenes

### Marca de revisión
Originalmente, el símbolo de intercalación se utilizó y sigue utilizándose en forma manuscrita como marca de revisión para indicar dónde se debe insertar un signo de puntuación, palabra o frase en un documento. El término proviene del latín caret, "carece", de carēre, "carecer; estar separado de; estar libre de".
Este carácter es conocido por ser utilizado por los escritores y correctores de pruebas para indicar que algo se va a insertar en el lugar marcado por el signo de intercalación. Un indicador, a menudo un parpadeo de línea o barra, que indica que la próxima inserción u otra edición se llevará a cabo. También se llama cursor.

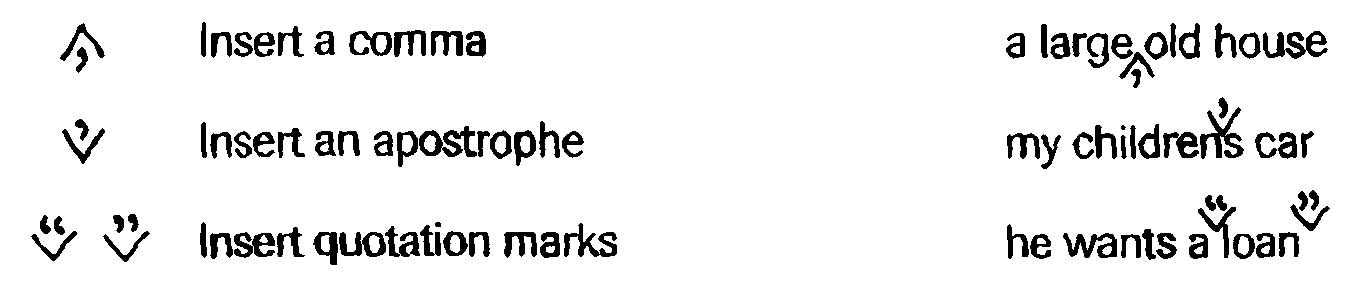
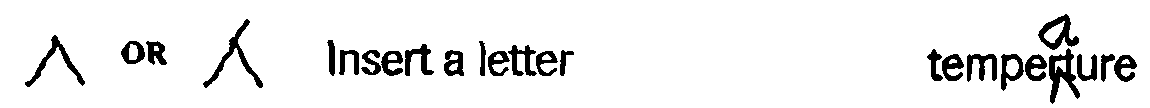
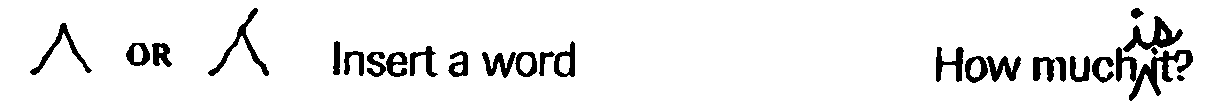
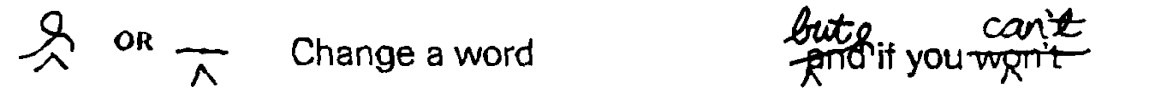

### Acento circunflejo
Se puede encontrar una variante en relieve del símbolo en algunas máquinas de escribir, donde se usa para denotar un acento circunflejo en algunos idiomas, como el francés y el portugués. Por lo general, es una tecla muerta, que no hace que el carro de la máquina de escribir avance y, por lo tanto, permite que la siguiente letra toque el mismo punto (debajo del circunflejo) en el papel.
Con respecto a los sistemas informáticos, la versión original de 1963 del estándar ASCII reservó el punto de código 5Ehex para una flecha hacia arriba (↑). Sin embargo, el estándar ECMA-6 de 1965 reemplazó la flecha hacia arriba con un circunflejo (^), que también era aplicable como diacrítico, y dos años después, la segunda revisión de ASCII hizo lo mismo. Como los primeros mainframes y minicomputadoras utilizaban en gran medida teleimpresoras como dispositivos de salida, era posible imprimir el circunflejo por encima de una letra cuando era necesario. Con la proliferación de monitores, sin embargo, esto comenzó a ser insuficiente, y los caracteres precompuestos, con el signo diacrítico incluido, se introdujeron en conjuntos de caracteres adjuntos, como Latin-1. El carácter circunflejo original se dejó para otros fines, y como ya no tenía que caber encima de una letra, se hizo más grande en apariencia.
- Datos: Q12646412
- Multimedia: Carets / Q12646412